# Yair Galily

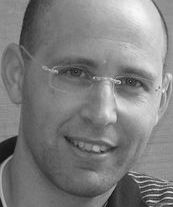
Yair Galily (2002)

Yair Galily (* 10. Juli 1970 in Petach Tikwa) ist ein israelischer Soziologe und Dekan des Zinman College am Wingate Institut. Er ist einer der Pioniere der Sportsoziologie in Israel.

## Leben
Galily studierte an der Clark University in Worchester (Master of Science 1996) und erwarb 2001 seinen Ph.D. an der Leicester University. Galily ist ein Senior Lecturer und Gründer einer Forschungsgruppe der Israel Football Association. Außerdem ist er Mitglied der UEFA Klublizenzierungskommission und der Israeli Communications Association. Er ist Lieutenant Colonel der Reserve der Israelischen Streitkräfte und arbeitet als Soziologe für das Combat Fitness Centre der Armee. Zusammen mit Amir Ben-Porat gilt er als einer der Pioniere der Sportsoziologie in Israel. Er ist Mitbegründer des Olympic Studies Centre des Olympischen Komitees Israels/Wingate Institute und war Mitglied des Board of Directors der Academic Sport Association.

## Schriften (Auswahl)
- 60 games in 60 years. Ministry of Education. Tel-Aviv.
- Introduction to Sport and Society. Open University Press. Ra'anana.
- Introduction to Sport and Society: A learning guide. Open University Press. Ra'anana.
- Fifty Years of Olympic Sport in Israel. Ministry of Education. Jerusalem.